# 여름의 끝
《여름의 끝》(영어: Love and Summer)은 윌리엄 트레버의 2009년 장편소설이다. 아일랜드의 한 시골 마을에서 펼쳐지는 고매한 사랑 이야기를 하고 있다. 대한민국에는 2016년 한겨레출판사에서 민은영 번역으로 출간되었다.

## 작품 소개
여름 한철 조용한 마을에서 일어난 누군가의 첫사랑!
수백 편의 단편과 18편의 장편을 발표했고, 아흔을 앞둔 지금까지 꾸준히 작품 활동을 이어오고 있는 작가 윌리엄 트레버가 81세에 발표한 장편소설 『여름의 끝』. 아무 일도 일어나지 않을 듯한 아일랜드의 한 작은 시골마을을 배경으로 두 남녀의 내밀한 사랑 이야기를 이곳의 풍경, 색깔, 냄새와 소리, 빛과 그림자와 함께 섬세하게 묘사한 작품이다. 남편이 있는 여자의 사랑이 저자의 손에서 순수하고 숭고한 사랑의 이야기로 변화하며 이들을 둘러싼 마을사람들의 감춰진 사연 역시 공감의 시선으로 섬세하게 묘사된다.
1950년대 아일랜드의 작은 마을 라스모이. 코널티 부인의 장례식에서 엘리는 옆 마을에서 온 청년 플로리언을 처음 만나고, 그를 사랑하게 된다. 난생처음 느낀 첫사랑이다. 하지만 그녀에게는 남편이 있다. 근면하고 자상한 남편은 끔찍한 실수로 전처와 아이를 죽게 하고 고통 속에 살아온 사람이다. 그러던 중 누이들의 소개를 통해 고아로 수녀원에서 자란 엘리를 가정부로 맞게 되고, 그로부터 몇 년 후 두 사람은 자연스럽게 부부가 되었다.
엘리는 자신과 결혼한 것을 ‘행운’이라고 말하는 남편과 그녀 스스로도 어찌할 수 없는 첫사랑 사이에서 흔들린다. 과거의 어떤 사건으로 인해 평생을 미혼으로 살아온 코널티 양과, 온전하지 않은 정신으로 마을을 떠도는 노인 오펀 렌은 뜻밖의 형태로 엘리의 사랑에 그녀의 마지막 선택에 영향을 미치게 되는데…….